# Orchestre de Philadelphie

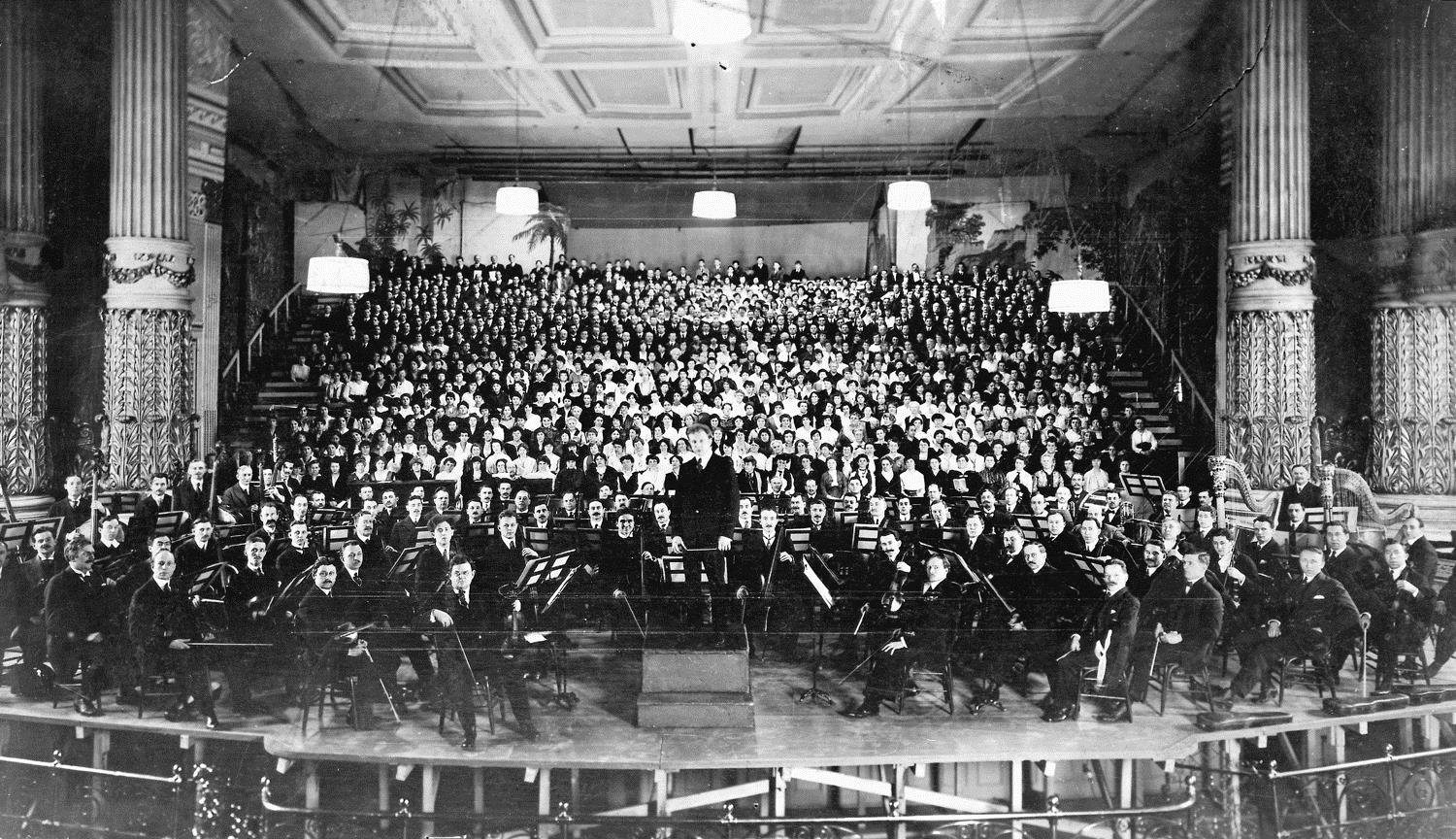

L'Orchestre de Philadelphie (en anglais Philadelphia Orchestra) est un orchestre symphonique américain, basé à Philadelphie (État de Pennsylvanie), fondé par Fritz Scheel en 1900. L'actuel directeur musical est Yannick Nézet-Séguin.

## Historique
L'orchestre de Philadelphie a été fondé en 1900 par Fritz Scheel mais c'est Leopold Stokowski, qui, à partir de son arrivée au poste de chef d'orchestre principal en 1912, lui a donné sa carrure internationale. C'est notamment sous la direction de ce chef que l'orchestre a participé à la réalisation du dessin animé Fantasia.
De 1936 à 1938, Leopold Stokowski et Eugene Ormandy se sont partagé la direction de l'orchestre puis c'est le deuxième qui en a assuré la direction principale pendant 44 années.
L'orchestre de Philadelphie fait partie des cinq grands orchestres américains (les fameux « Big five »), aux côtés du Philharmonique de New York, du Symphonique de Boston, du symphonique de Chicago et de l'Orchestre de Cleveland. Sa sonorité caractéristique, très opulente, large, ronde, chaude (le Philadelphia sound comme le clamaient certains labels des années 1960) en font une formation de légende, dont la perfection technique n'est égalée que par très peu d'autres formations dans le monde[réf. nécessaire].
De 1915 à 1956, le hautbois solo de l'orchestre fut le Français Marcel Tabuteau, fondateur de l'école américaine du hautbois. Son élève le plus connu, John de Lancie, prit sa suite jusqu'en 1985.
Le 16 avril 2011, à la suite de la crise économique de 2008, il se place sous la protection du Chapitre 11 de la loi sur les faillites des États-Unis. En effet, selon des documents comptables sur le site de l'orchestre, les charges pour les retraites sont passées de 9,8 millions à 18,9 millions de 2008 à 2009, tandis que sur la même période les revenus ont chuté de 53,1 millions à 29,4 millions. Cette situation contraint l'orchestre à lancer une campagne de récolte de fonds qui totalisa 214 millions de dollars américains de dons[réf. nécessaire]. 
L'orchestre de Philadelphie donne depuis 2001 ses concerts au Kimmel Center for the Performing Arts au Verizon Hall, près de l'Académie de musique de Philadelphie, son ancien lieu de résidence (depuis la création de l'orchestre). Chaque été, l'orchestre donne concerts au Saratoga Performing Arts Center à Saratoga Springs (New York) et plus récemment, le festival Bravo! Vail à Vail (Colorado).
Le directeur musical de l'orchestre est depuis 2012 le chef d'orchestre canadien Yannick Nézet-Séguin. En 2023, son contrat à la tête de la formation est prolongé, jusqu'en 2030, avec une responsabilité élargie de directeur musical et directeur artistique.

## Direction
- Fritz Scheel (en) (1900-1907)
- Carl Pohlig (en) (1908-1912)
- Leopold Stokowski (1912-1938)
- Eugene Ormandy (1936-1980)
- Riccardo Muti (1980-1992)
- Wolfgang Sawallisch (1993-2003)
- Christoph Eschenbach (2003-2008)
- Charles Dutoit (2008-2012)
- Yannick Nézet-Séguin (depuis 2012)